# Tito-Stalin-konflikten
Tito–Stalin-konflikten, eller den jugoslaviske–sovjetiske konflikt (ofte kendt ved det engelske udtryk, The Tito-Stalin Split), var en konflikt mellem lederne af SFR Jugoslavien og Sovjetunionen, som resulterede i Jugoslaviens bortvisning fra det kommunistiske informationsbureau (Kominform) i 1948. Dette blev begyndelsen på Informbiro-perioden, der var kendetegnet ved dårlige forhold mellem de to lande, samt Titos hårde undertrykkelse af stalinister og andre dissidenter i Jugoslavien. Perioden varede frem til 1955, efter Stalins død, hvorefter både forholdet mellem de to lande, samt de interne forhold i Jugoslavien, gradvist blev forbedret.
I Sovjetunionen blev konflikten udlagt som værende på grund af Jugoslaviens illoyalitet overfor Sovjetunionen, mens det i Jugoslavien (og Vesten) blev sagt at være Josip Broz Titos nationale stolthed og afvisning af at underkaste sig Josef Stalins ønske om at gøre Jugoslavien til en sovjetisk satellitstat. Nogle historikere mener at konflikten i virkeligheden skyldtes, at Stalin blev opmærksom på Titos planer om, i fællesskab med Bulgarien, at absorbere Albanien og Grækenland i Jugoslavien, og derigennem få en magtfuld østeuropæisk blok helt udenfor Moskvas kontrol.